# Kurt Martti Wallenius

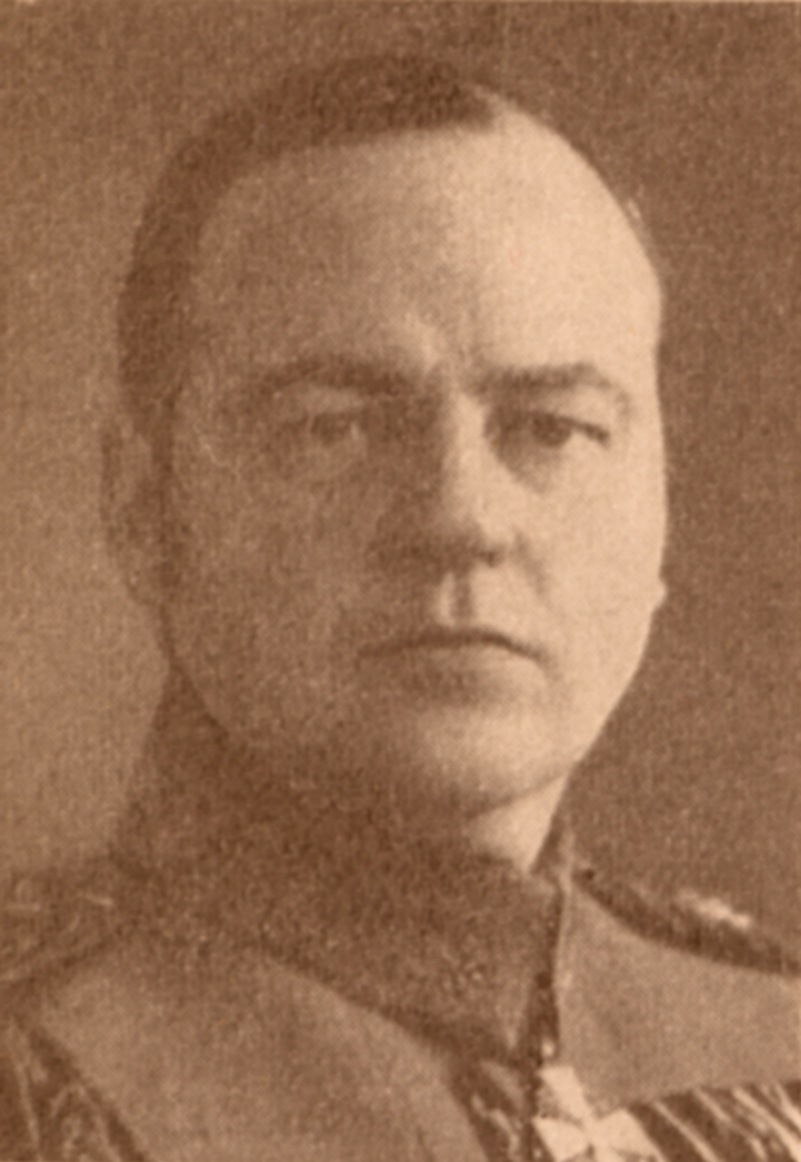
Kurt Martti Wallenius

Kurt Martti (K.M.) Wallenius, född 25 juli 1893 i Kuopio, död 5 maj 1984 i Helsingfors, var en finländsk militär och författare.

## Biografi
Wallenius anslöt sig till jägarrörelsen 1915 och var under finska inbördeskriget 1918 plutonchef i striderna vid Torneå. Från mars till oktober ledde han trupperna vid gränsen i nordost bland annat mot Murmansklegionen och var 1920 chef för den andra Petsamoexpeditionen. Efter en tid som bataljonskommendör bland annat i Viborg och en genomgången generalstabskurs i Tyskland utnämndes han till chef för generalstaben i Finland 1925. År 1930 blev han generalmajor. 
Wallenius hade politiska ambitioner och var anhängare av randstatspolitiken. År 1930 ställdes han inför rätta för att ha arrangerat "skjutsningen" av Kaarlo Juho Ståhlberg. Han entledigades från sin post, men frikändes i rätten. Därefter tog han anställning som Lapporörelsens sekreterare och blev senare dömd till frihetsstraff för sin delaktighet i Mäntsäläupproret 1932.
Mellan 1934 och 1937 var han direktör för en fiskfabrik i Petsamo och 1937–1938 krigskorrespondent i Kina, 1939 i Tyskland. I början av vinterkriget var han kommendör för Lapplandsgruppen. Efter andra världskriget slog han sig ner i Rovaniemitrakten som jordbrukare och författade flera romaner och novellsamlingar som hyllade vildmarksliv och livet i norr.